# 基斯甸·柏禾
基斯甸·柏禾（西班牙語：Cristian Pavón，1996年1月21日—）是一位阿根廷足球運動員，在場上的位置是中鋒和翼鋒。現效力於巴西足球甲級聯賽球隊甘美奧。

## 球會生涯

### 小保加
柏禾泰拿尼斯青訓出身，2014年，加盟小保加。2016年5月19日，柏禾在2016年南美自由盃小保加對烏拉圭蒙特維多國民隊的比賽中射進1球，最後小保加與蒙特維多國民隊以1:1打和。

## 國家隊生涯
2016年巴西里約熱內盧奧運會，柏禾代替受傷的，補選進阿根廷奧運足球隊參加2016年夏季奧林匹克運動會男子足球比賽。
2018年，柏禾入選2018年世界盃阿根廷國家隊23人名單之中，背號22號。